# Liste der Naturdenkmäler in Wengen (Südtirol)
Die Liste der Naturdenkmäler in Wengen (ladinisch La Val, italienisch La Valle) enthält die sieben als Naturdenkmal ausgewiesene Objekte auf dem Gebiet der Gemeinde Wengen in Südtirol.
Basis ist das im Internet einsehbare offizielle Verzeichnis der Naturdenkmäler in Südtirol (Stand: 23. Januar 2015). Dabei kann es sich um botanische, geologische oder hydrologische Naturdenkmäler handeln. Die Reihenfolge in dieser Liste orientiert sich an der ID, alternativ ist sie auch nach dem Namen sortierbar.

## Liste
| Foto |                 | Name                                       | Standort                     | Beschreibung                                         |
| ---- | --------------- | ------------------------------------------ | ---------------------------- | ---------------------------------------------------- |
| BW   | Datei hochladen | Quelle bei Spescia ID: 115_G01             | 46° 38′ 48″ N, 11° 57′ 19″ O | Hydrologisches Naturdenkmal: Quelle                  |
| BW   | Datei hochladen | Gesteinsschichtung bei Ciampei ID: 115_G02 | 46° 40′ 7″ N, 11° 55′ 9″ O   | Geologisches Naturdenkmal: Gesteinsschichtung        |
| BW   | Datei hochladen | Lè de Rit ID: 115_G03                      | 46° 40′ 16″ N, 11° 56′ 7″ O  | Hydrologisches Naturdenkmal: Weiher/Teich            |
| BW   | Datei hochladen | Lêch de Ciampëi ID: 115_G04                | 46° 40′ 17″ N, 11° 55′ 38″ O | Hydrologisches Naturdenkmal: Weiher/Teich            |
| BW   | Datei hochladen | Lech Valacia ID: 115_G05                   | 46° 37′ 33″ N, 11° 55′ 26″ O | Hydrologisches Naturdenkmal: Weiher/Teich            |
| BW   | Datei hochladen | Endmoränen des Daun Stadiums ID: 115_P06   | 46° 38′ 28″ N, 11° 59′ 18″ O | Geologisches Naturdenkmal: Moräne                    |
| BW   | Datei hochladen | Schuttstrom ID: 115_P07                    | 46° 38′ 40″ N, 11° 58′ 14″ O | Geologisches Naturdenkmal: Geomorphologisches Objekt |

| Foto: | Fotografie des Naturdenkmals. Klicken des Fotos erzeugt eine vergrößerte Ansicht. Daneben finden sich zwei Symbole: |
| ID    | Identifikator bei der Abteilung Natur, Landschaft und Raumentwicklung der Südtiroler Landesverwaltung               |